# Comuna Funtana, Istria
Funtana (în italiană Fontane) este o comună în cantonul Istria, Croația, având o populație de 907 locuitori (2011).

## Demografie
Componența etnică a comunei Funtana
     Croați (76,52%)
     Bosniaci (3,97%)
     Sârbi (2,32%)
     Italieni (1,76%)
     Albanezi (1,65%)
     Necunoscut (1,1%)
     Neclasificat (11,25%)
Componența confesională a comunei Funtana
     Catolici (80,71%)
     Fără religie și atei (6,06%)
     Musulmani (5,84%)
     Ortodocși (2,87%)
     Agnostici și sceptici (1,32%)
     Necunoscută (2,98%)
     Alte religii (0,22%)
Conform recensământului din 2011, comuna Funtana avea 907 locuitori. Din punct de vedere etnic, majoritatea locuitorilor (76,52%) erau croați, existând și minorități de afiliați regional (9,37%), bosniaci (3,97%), sârbi (2,32%), italieni (1,76%) și albanezi (1,65%). Apartenența etnică nu este cunoscută în cazul a 1,1% din locuitori. Din punct de vedere confesional majoritatea locuitorilor (80,71%) erau catolici, existând și minorități de persoane fără religie și atei (6,06%), musulmani (5,84%), ortodocși (2,87%) și agnostici și sceptici (1,32%). Pentru 2,98% din locuitori nu este cunoscută apartenența confesională.